# 장예린
장예린(2010년 ~ )은 대한민국의 뮤지컬 배우다. 2021년 뮤지컬 '마리 앙투아네트'로 데뷔했다.

## 방송
- 우리들의 슬램덩크 (2019)
- 누가누가 잘하나 (2020, 2021)
- KBS 창작동요대회 (2021) - 최우수 노랫말상
- 2021 DIMF 뮤지컬 스타 (2021) - Top24
- KBS 창작동요대회 (2022) - 인기상

## 공연
- 마리 앙투아네트 (2021) - 마리 테레즈 역
- 프랑켄슈타인 (2021) - 어린 줄리아 역
- 우리, 집 (2021)

## 수상
- 제29회 달구벌 전국국악경연대회 초등부 판소리 동상 (2022)
- 성남시 박태현 전국창작동요제 대상 (2021)
- 경향 뮤지컬콩쿠르 초중고등부 단체 최우수상 (2021)
- 바다동요대회 금상 (2021)
- 한국문화재재단 온-아리랑 별곡 영상 공모전 은상 (2020)

## 음반
- 2021 KBS 창작동요대회 (2021)
- 2021 성남 박태현 전국 창작 동요제 (2021)
- 2022 KBS 창작동요대회 (2022)